# Келіс
Келіс Роджерс (англ. Kelis Rogers) (нар. 21 серпня 1979) — американська співачка, авторка текстів, композиторка та шеф-кухарка.

## Ранні роки
Народилася та повела дитинство у Гарлемі, Нью-Йорк. Ім'я Келіс — комбінація імен її батька Кеннета — джазового музиканта і проповідника, та матері Евеліс — дизайнерки одягу.
В дитинстві Келіс співала у церковному хорі та грала на скрипці, піаніно і саксофоні. Вчилася в приватній школі. У 13 років пішла з дому, але в 16 продовжила навчання, вступивши в музичну школу. В школі вона сформувала жіноче тріо BLU (Black Ladies United). Після закінчення навчання вона стала учасницею гурту «The Neptunes» та з їх підтримкою отримала контракт на звукозапис.

## Особисте життя
В 2005—2010 роках Келіс була одружена з репером Несом. Від шлюбу у пари син — Найт Джонс (нар. 22 липня 2009 року).
З 2014 року Келіс одружена з ріелтером Майком Мора. Подружжя має сина — Шепарда Мора, який народився у листопаді 2015 року.

## Дискографія
Студійні альбоми:
- Kaleidoscope (1999)
- Wanderland (2001)
- Tasty (2003)
- Kelis Was Here (2006)
- Flesh Tone (2010)
- Food (2014)